# Pseudomicippe nodosa
Pseudomicippe nodosa is een krabbensoort uit de familie van de Majidae. De wetenschappelijke naam van de soort is voor het eerst geldig gepubliceerd in 1861 door Heller.